# Zakomarze
Zakomarze (ukr. Закомар'я) – wieś w obwodzie lwowskim, w rejonie złoczowskim (do 2020 roku do rejonie buskim) na Ukrainie.
Znajduje się tu przystanek kolejowy Zakomarze, położony na linii Lwów – Zdołbunów.

## Położenie
Na podstawie Słownika geograficznego Królestwa Polskiego i innych krajów słowiańskich to: wieś w powiecie złoczowskim, położona na południowy-zachód od Ożydowa, 21 km na północny-zachód od sądu powiatowego Złoczowie, 8 km na północny zachód od urzędu pocztowego w Białym Kamieniu, 12 km na zachód od Oleska.